# Tecumseh (Michigan)
Tecumseh è un comune degli Stati Uniti d'America, situato nello Stato del Michigan, nella Contea di Lenawee, nel sud dello Stato.